# Erebia turanica
Erebia turanica is een vlinder uit de onderfamilie Satyrinae van de familie Nymphalidae. De wetenschappelijke naam van de soort is voor het eerst geldig gepubliceerd in 1876 door Nicolas Grigorevich Erschoff.